# Panbu-myeon
Panbu-myeon (koreanska: 판부면) är en socken i kommunen Wonju i provinsen Gangwon i den centrala delen av Sydkorea, 95 km öster om huvudstaden Seoul.